# Liste des monuments classés de Molenbeek-Saint-Jean
Cet article recense le patrimoine immobilier protégé à Molenbeek-Saint-Jean. Le patrimoine immobilier protégé fait partie du patrimoine culturel en Belgique.
|    | Le bien                                                 | Date de clas.     | Année     | Architecte     | Style                                | Adresse | Coordonnées                 | ID          | Photo |
| -- | ------------------------------------------------------- | ----------------- | --------- | -------------- | ------------------------------------ | --- | --------------------------- | ----------- | ----- |
| 1  | Abords immédiats du Gazomètre n°2                       | 8 août 1988       | 1905      |                | Façadisme                            | Rue des Fuchsias 113 , Avenue Seghers                                                                                          | 50° 51′ 40″ N, 4° 19′ 22″ E | 2272-0008/0 |       |
| 2  | Ancien Cinéma Forum                                     | 27 mars 1997      | 1921      |                | Art Déco                             | Chaussee de Gand 42 - 46 | 50° 51′ 12″ N, 4° 20′ 16″ E | 2272-0039/0 |       |
| 3  | Ancien dépôt de la Manufacture de tabac AJJA            | 25 septembre 1997 | 1874      | Victor Besme   | Architecture industrielle            | Rue Vandermaelen 5 | 50° 51′ 15″ N, 4° 20′ 23″ E | 2272-0019/0 |       |
| 4  | Ancien dépôt et magasin Besse (ensuite Méli)            | 23 janvier 1997   | 1908      | J. Rau         | Architecture industrielle            | Rue de L'escaut 122 | 50° 52′ 10″ N, 4° 20′ 28″ E | 2272-0027/0 |       |
| 5  | Ancien Magasin Cent mille chemises                      | 9 février 2006    |           |                | Immeuble de commerce et de rapport   | Rue du Comte de Flandre 38 | 50° 51′ 22″ N, 4° 20′ 21″ E | 2272-0053/0 |       |
| 6  | Ancienne Chemiserie Coster et Clément                   | 7 décembre 2000   | 1904      |                | Eclectisme                           | Chaussee de Gand 340 | 50° 51′ 26″ N, 4° 19′ 18″ E | 2272-0048/0 |       |
| 7  | Ancienne Compagnie des Bronzes                          | 22 mai 1997       | 1887-1912 | Victor Tinant  | Archéologie industrielle             | Rue Ransfort 27 | 50° 51′ 10″ N, 4° 20′ 13″ E | 2272-0029/0 |       |
| 8  | Cimetière, galerie et monuments funéraires de Molenbeek | 22 mars 2007      |           |                | Divers                               | Chaussee de Gand 537 | 50° 51′ 38″ N, 4° 18′ 38″ E | 2272-0040/0 |       |
| 9  | Cimetière Molenbeek-Saint-Jean - Rhododendron           | 17 juillet 2008   |           |                | Arbre remarquable                    | Chaussee de Gand 537 | 50° 51′ 38″ N, 4° 18′ 38″ E | 2272-0069/0 |       |
| 10 | École de Dessin et de Modelage                          | 18 juillet 1996   | 1880      | Joachim Benoit | Eclectisme                           | Rue Mommaerts 2a - 4 | 50° 51′ 28″ N, 4° 20′ 17″ E | 2272-0038/0 |       |
| 11 | Église Sainte-Barbe                                     | 16 juillet 1998   | 1869      |                | Néo-gothique                         | Place de la Duchesse de Brabant                                                                                                | 50° 50′ 59″ N, 4° 19′ 42″ E | 2272-0042/0 |       |
| 12 | Église Saint-Jean-Baptiste                              | 29 février 1984   | 1930-1933 | Joseph Diongre | Art Déco                             | Parvis Saint-jean-baptiste | 50° 51′ 25″ N, 4° 20′ 25″ E | 2272-0003/0 |       |
| 13 | Ferme-château du Karreveld                              | 10 novembre 1955  |           |                | Château                              | Avenue du Karreveld | 50° 51′ 38″ N, 4° 18′ 56″ E | 2272-0001/0 |       |
| 14 | Gazomètre n° 2 et abords immédiats                      | 8 août 1988       |           |                | Divers                               | Rue des Fuchsias 113 , Avenue Seghers                                                                                          | 50° 51′ 40″ N, 4° 19′ 21″ E | 2272-0007/0 |       |
| 15 | Ginkgo (Ginkgo biloba)                                  | 17 janvier 2008   |           |                | Arbre remarquable                    | Rue Osseghem0 | 50° 51′ 21″ N, 4° 19′ 26″ E | 2272-0068/0 |       |
| 16 | Hôtel communal de Molenbeek-Saint-Jean                  | 13 avril 1995     | 1887      | J.B. Janssens  | Eclectisme                           | Rue du Comte de Flandre 20 | 50° 51′ 18″ N, 4° 20′ 20″ E | 2272-0021/0 |       |
| 17 | Hôtel de maître éclectique                              | 21 décembre 1995  |           |                | Eclectisme                           | Rue de Liverpool 33 , Rue Heyvaert 124                                                                                         | 50° 50′ 45″ N, 4° 19′ 52″ E | 2272-0010/0 |       |
| 18 | Kasterlinde                                             | 17 juillet 2008   |           |                | Arbre remarquable                    | Rue Kasterlinden | 50° 51′ 17″ N, 4° 17′ 10″ E | 2272-0067/0 |       |
| 19 | Maison avec atelier                                     | 26 mars 2009      | 1887      | Joachim Benoit | Eclectisme, Néo-Renaissance flamande | Rue Mommaerts 10 | 50° 51′ 29″ N, 4° 20′ 18″ E | 2272-0070/0 |       |
| 20 | Maison Durieu                                           | 28 mai 2009       | 1954      | Jacques Dupuis | Contemporain                         | Rue de la Fraicheur 26 | 50° 51′ 14″ N, 4° 18′ 47″ E | 2272-0073/0 |       |
| 21 | Parc du Karreveld                                       | 10 novembre 1955  | 1904      |                | Non défini                           | Avenue du Karreveld, Avenue Jean de la Hoese, Avenue de la Liberte, Boulevard Louis Mettewie                                   | 50° 51′ 37″ N, 4° 18′ 57″ E | 2272-0002/0 |       |
| 22 | Parc Marie-José                                         | 25 février 1999   |           |                | Parc                                 | Boulevard Edmond Machtens, Avenue de Roovere 1 - 3, Avenue Joseph Baeck                                                        | 50° 51′ 05″ N, 4° 19′ 08″ E | 2272-0014/0 |       |
| 23 | Platane commun (Platanus x hispanica)                   | 3 septembre 2009  |           |                | Arbre remarquable                    | Rue Paloke 40 | 50° 50′ 51″ N, 4° 17′ 19″ E | 2272-0066/0 |       |
| 24 | Pont de chemin de fer                                   | 19 avril 2007     |           |                | Pont                                 | Boulevard Emile Bockstael, Boulevard du Jubile                                                                                 | 50° 52′ 10″ N, 4° 20′ 33″ E | 2272-0057/0 |       |
| 25 | Scheutbos                                               | 16 juillet 2015   |           |                | Site semi-naturel                    | Boulevard Louis Mettewie, Rue de L'idylle, Rue de la Gavotte, Rue de L'aubade, Rue du Gazouillis, Rue Charles de Gronckel, Rue | 50° 51′ 09″ N, 4° 17′ 27″ E | 2272-0009/1 |       |
| 26 | Société des Entrepôts de Bruxelles                      | 22 mai 1997       | 1924      |                | Archéologie industrielle             | Rue Van Meyel 26 - 32 | 50° 51′ 42″ N, 4° 20′ 47″ E | 2272-0031/0 |       |